# Церковь Святого Себастьяна (Венеция)
Церковь Сан-Себастьяно (итал. La chiesa di San Sebastiano) — католическая церковь в Венеции, расположенная в сестиере (районе) Дорсодуро, на площади Кампо-Сан-Себастьяно. Церковь является частью ассоциации «Chorus Venezia».

## История
На месте, где сейчас стоит церковь, раньше находился Оспиций (приют), основанный около 1393 года монахами конгрегации Сан-Джироламо (Св. Иеронима). Три года спустя рядом с Оспицием был построен Ораторий (молельня) «Святой Марии, полной благодати и справедливости» (Santa Maria piena di grazia e giustizia). Около 1455 года эти небольшие здания были снесены и преобразованы в большую церковь, посвященную Святой Деве Марии, а также Святому Себастьяну, в знак благодарности жителей этого района, переживших чуму 1464 года. Эта была большая церковь в готическом стиле.
Строительство ныне существующей церкви было начато в 1506 году по проекту Антонио дель Аббонди, известного как Скарпаньино, в целом завершено в 1548 году, освящено в 1562 году. Строгий ренессансный фасад и лаконичный вид церкви соответствуют уставу и скромному образу жизни монахов.

## Интерьер и произведения искусства
Интерьер представляет собой типичный пример церкви эпохи Возрождения с одним нефом, квадратным в плане пресвитерием, завершающимся полукруглой апсидой, покрытой куполом и окружённой двумя капеллами. Нефу церкви предшествует атриум, в котором расположен хор, простирающийся двумя крыльями и образующий корпус, под которым открываются шесть капелл, по три с каждой стороны, с арками, опирающимися на колонны и парапетом для верхнего хора. Это нововведение, придуманное Скарпаньино, найдет подражание и в других церквях Венеции. На балюстраде установлены четыре статуи работы Джироламо Кампаньи, датируемые 1580 годом и изображающие Кумскую сивиллу, Деву Марию, Эритрейскую сивиллу и Ангела Благовещения.
Главное сокровище церкви — живописный цикл работы Паоло Веронезе, который расписал потолок сакристии, центральный неф, фриз, восточную часть хора, главный алтарь, двери органных панелей и пресвитерий. Среди прочего выделяются три картины на потолке нефа: Сцены из жизни Эсфири. Сам художник похоронен в церкви, рядом с органом.

## Картины Паоло Веронезе. 1550—1560-е. Холст, масло

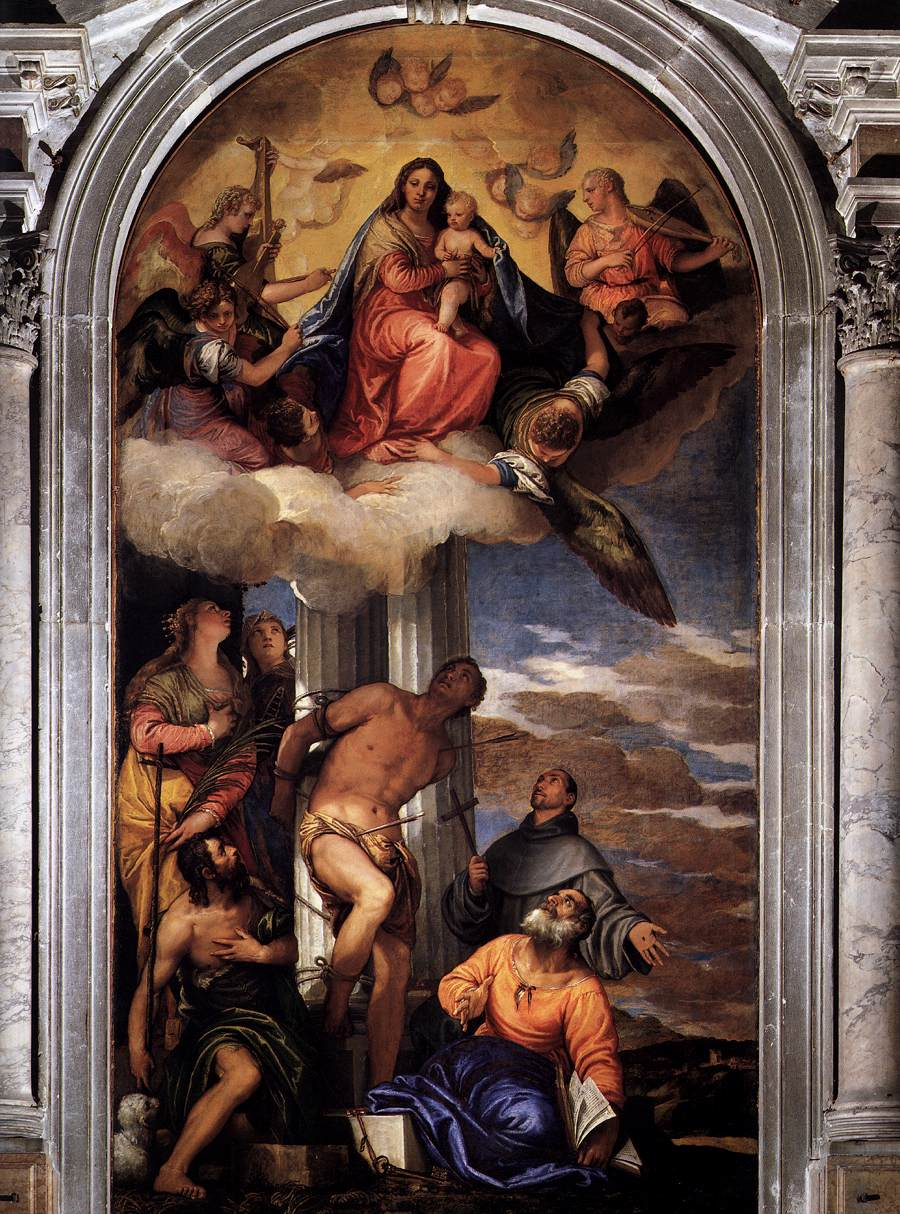
Вознесение Девы Марии и мученичество Святого Себастьяна
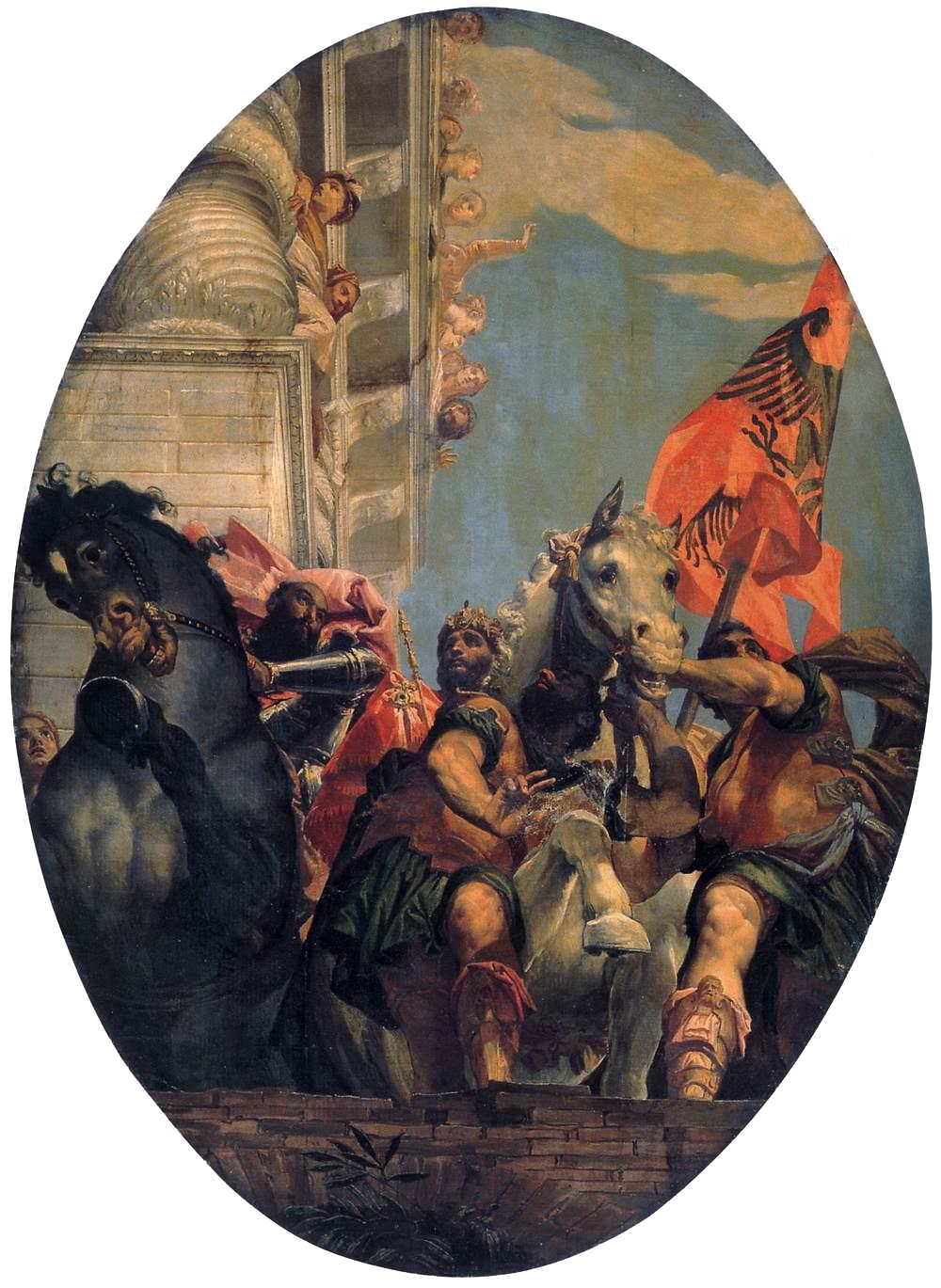
Триумф Мардохея
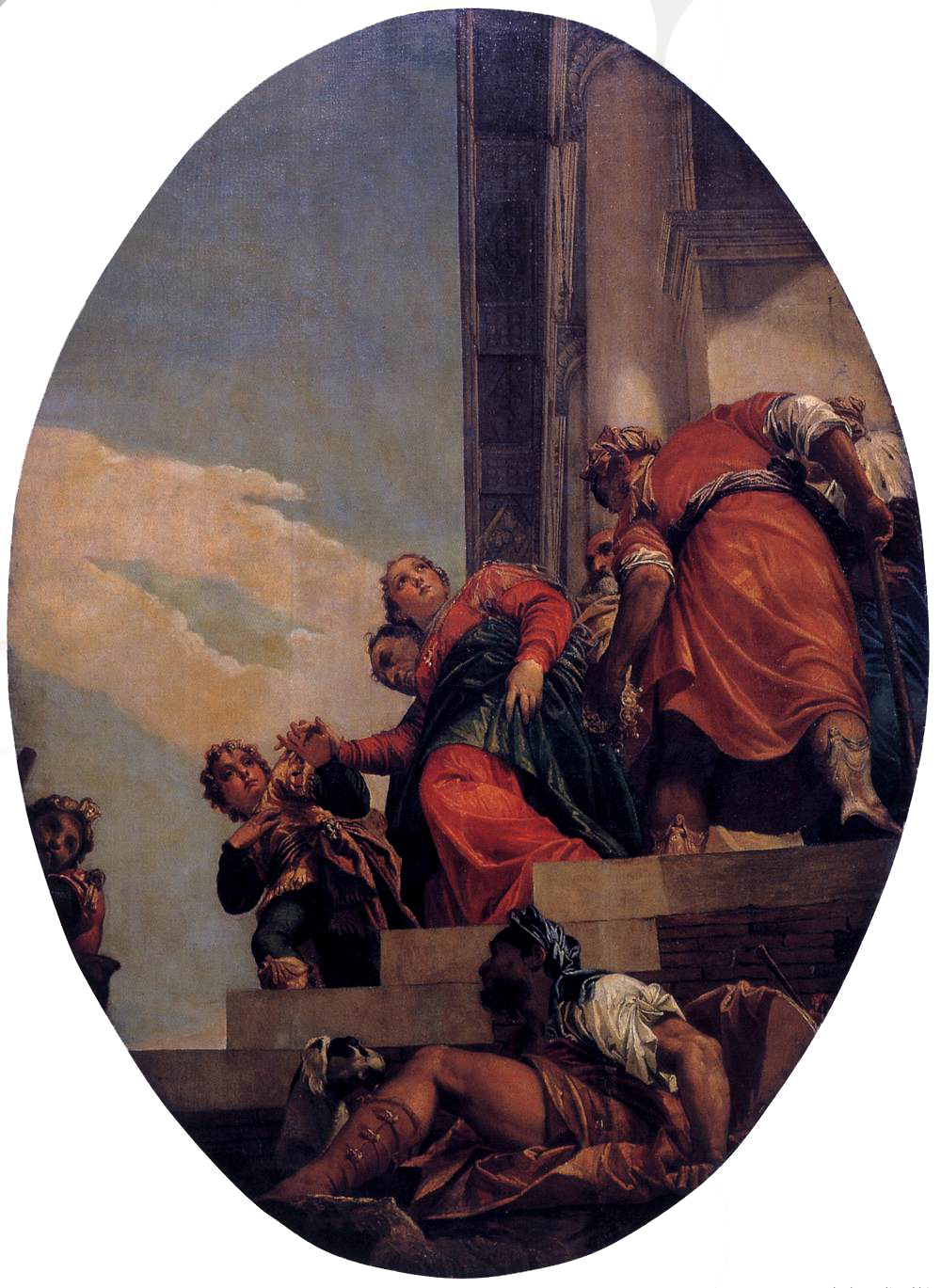
Изгнание Астини
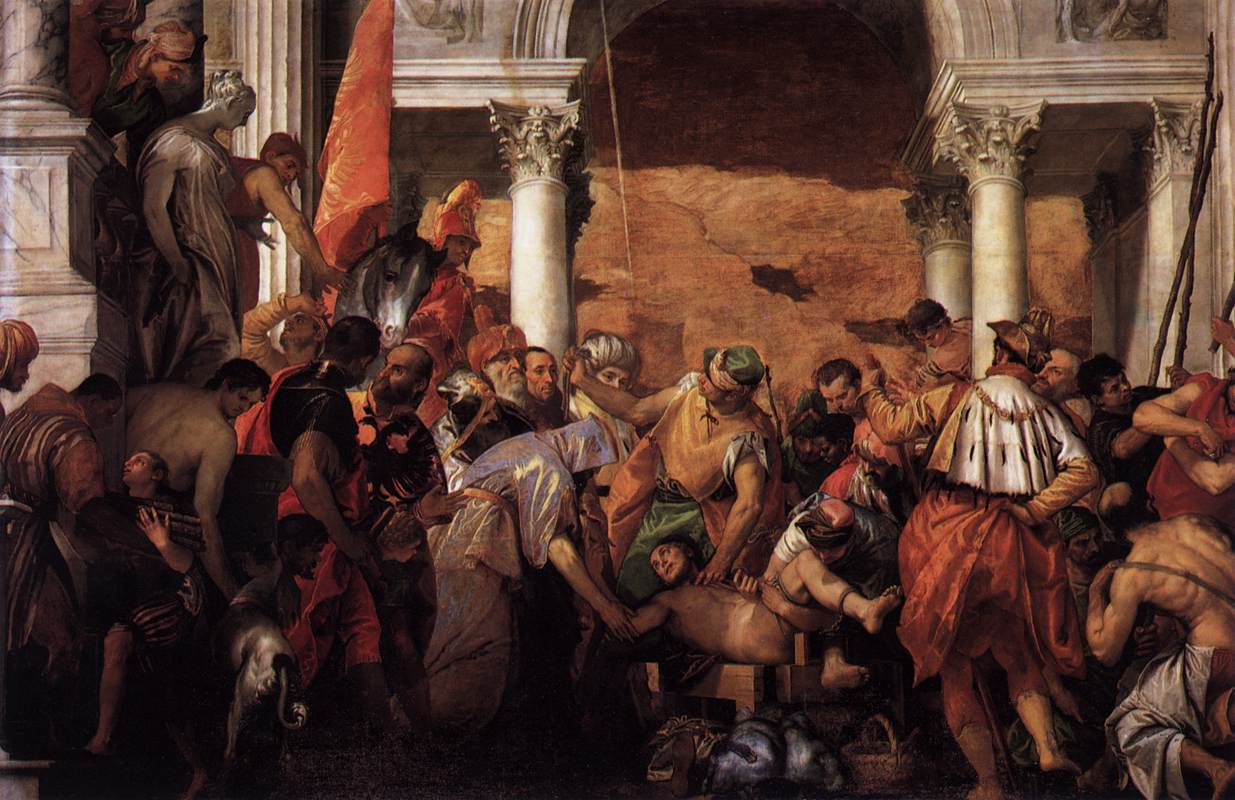
Мученичество Святого Себастьяна
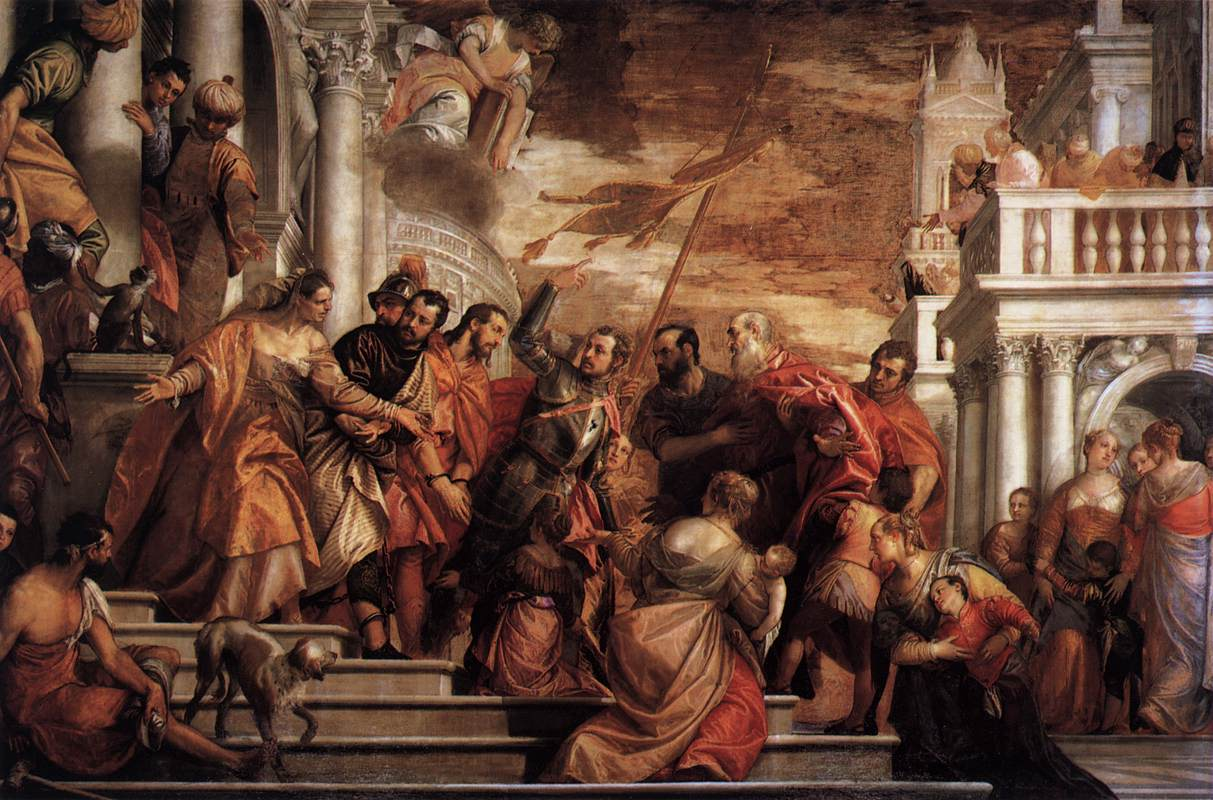
Святые Марк и Марцеллин, ведомые на мученичество
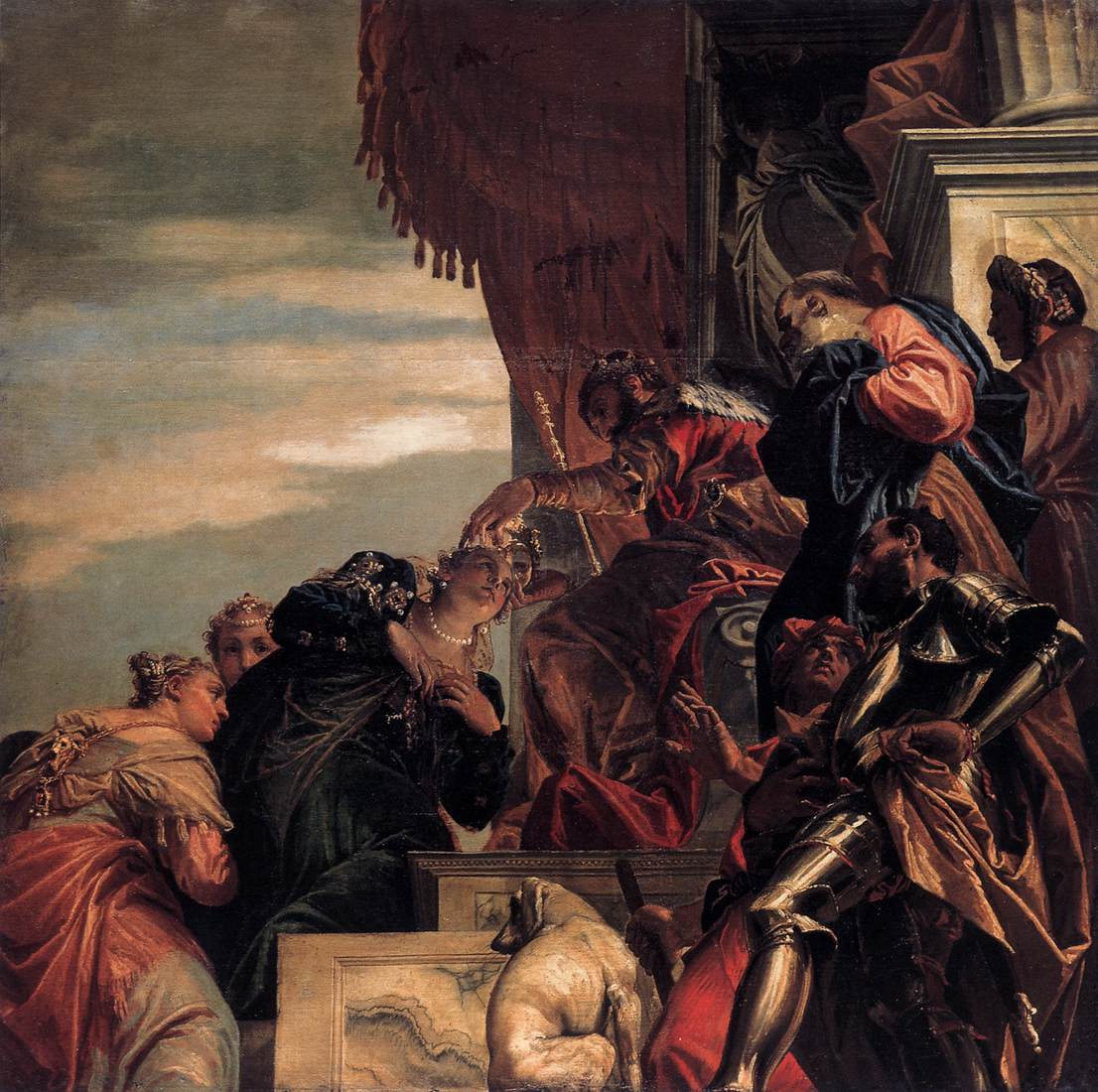
Эсфирь коронована Артаксерксом
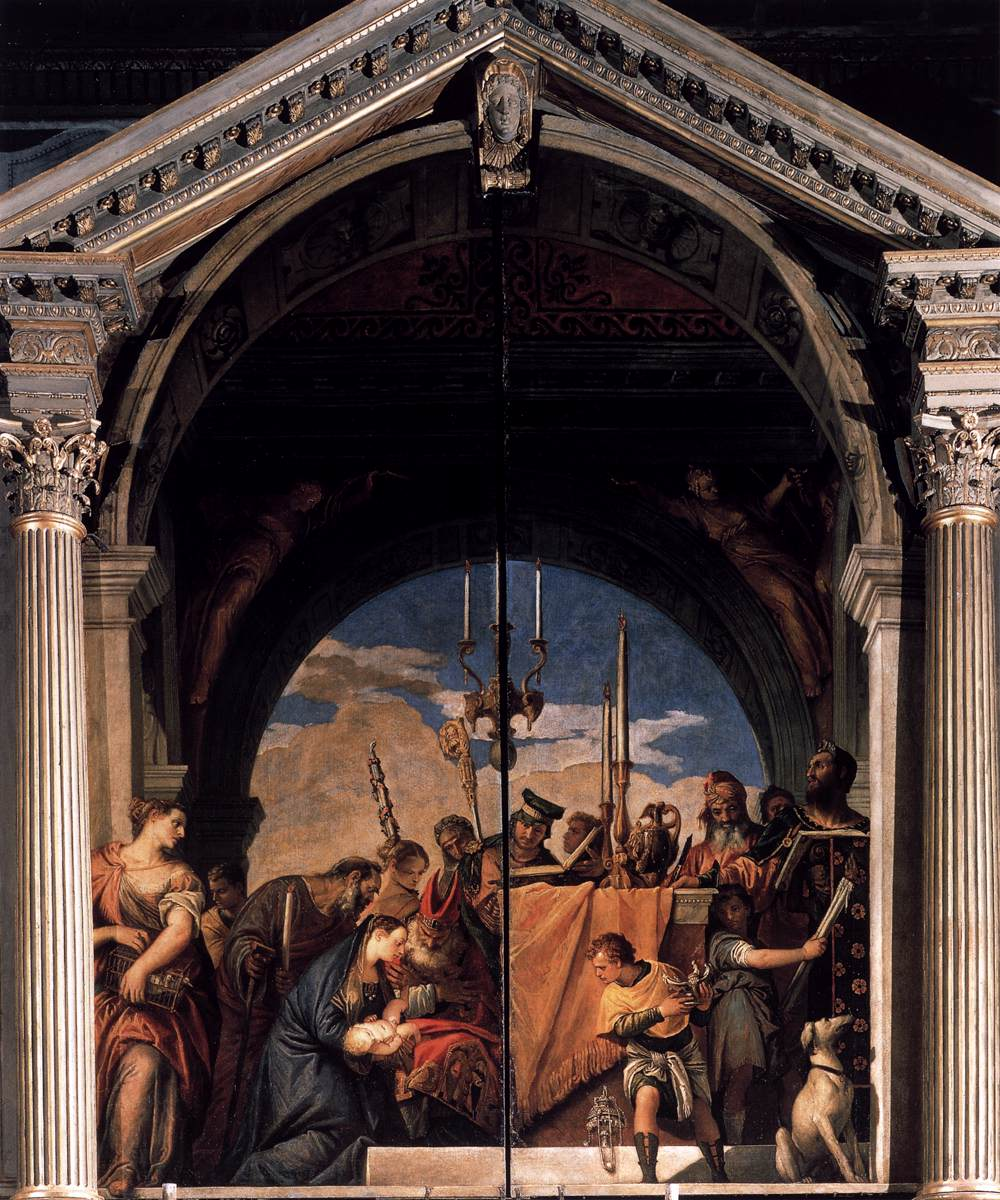
Представление Младенца в храме
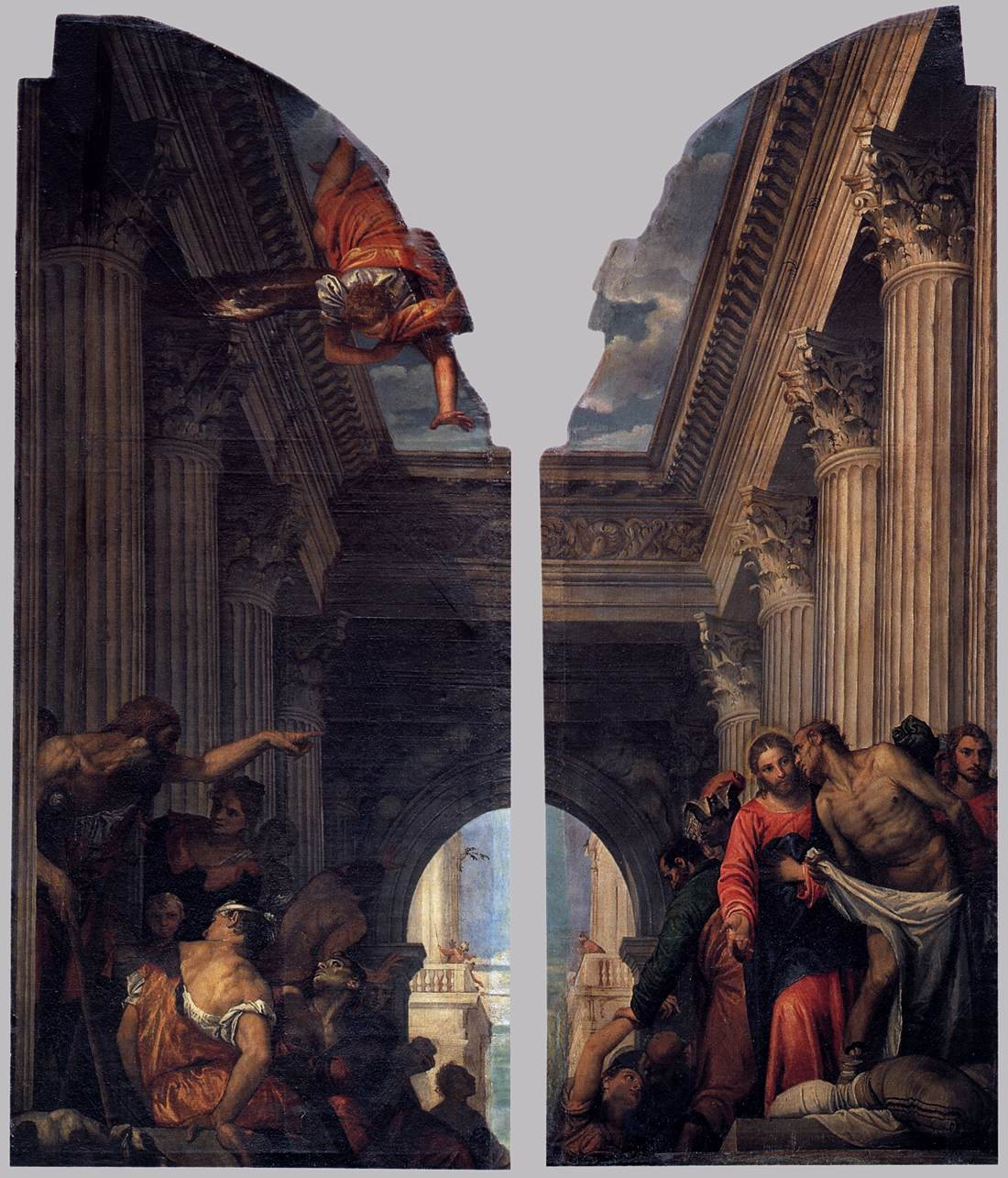
Исцеление хромого у купальни Вифезда
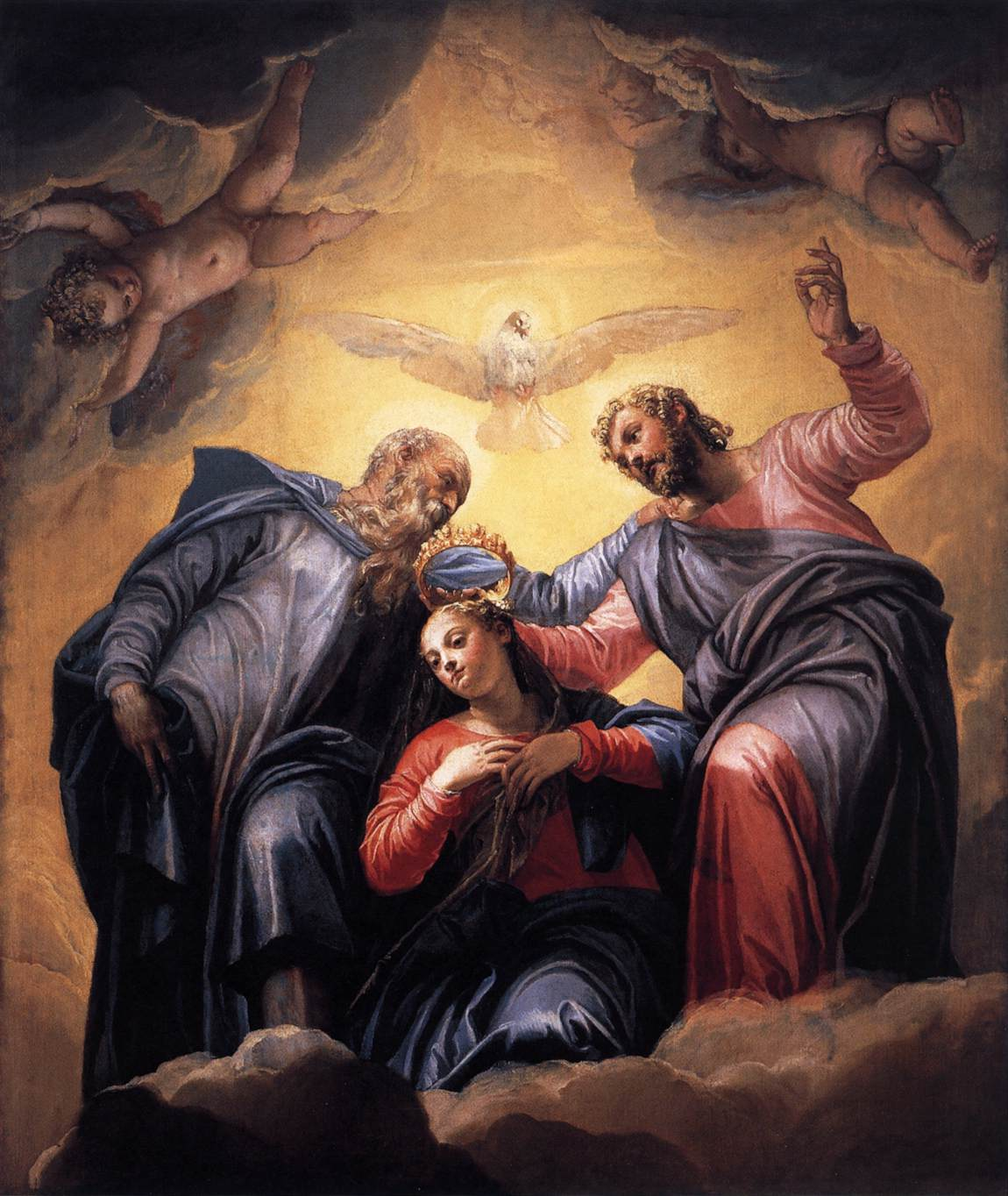
Коронование Девы
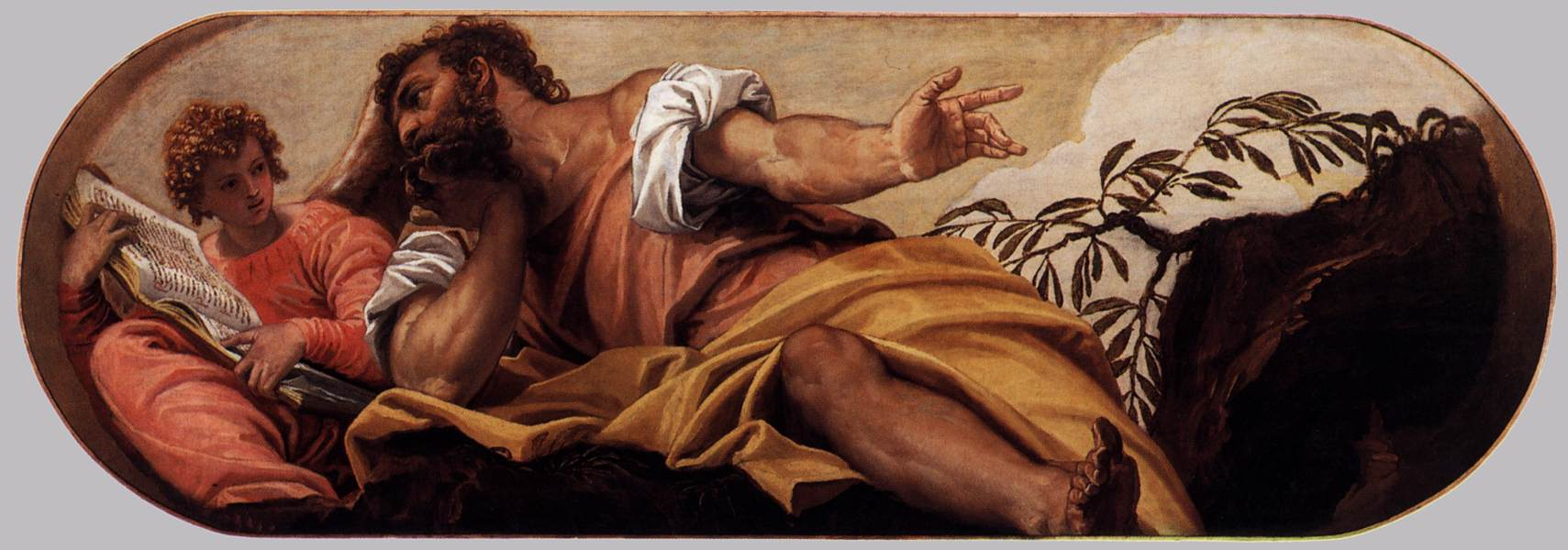
Святой Матфей
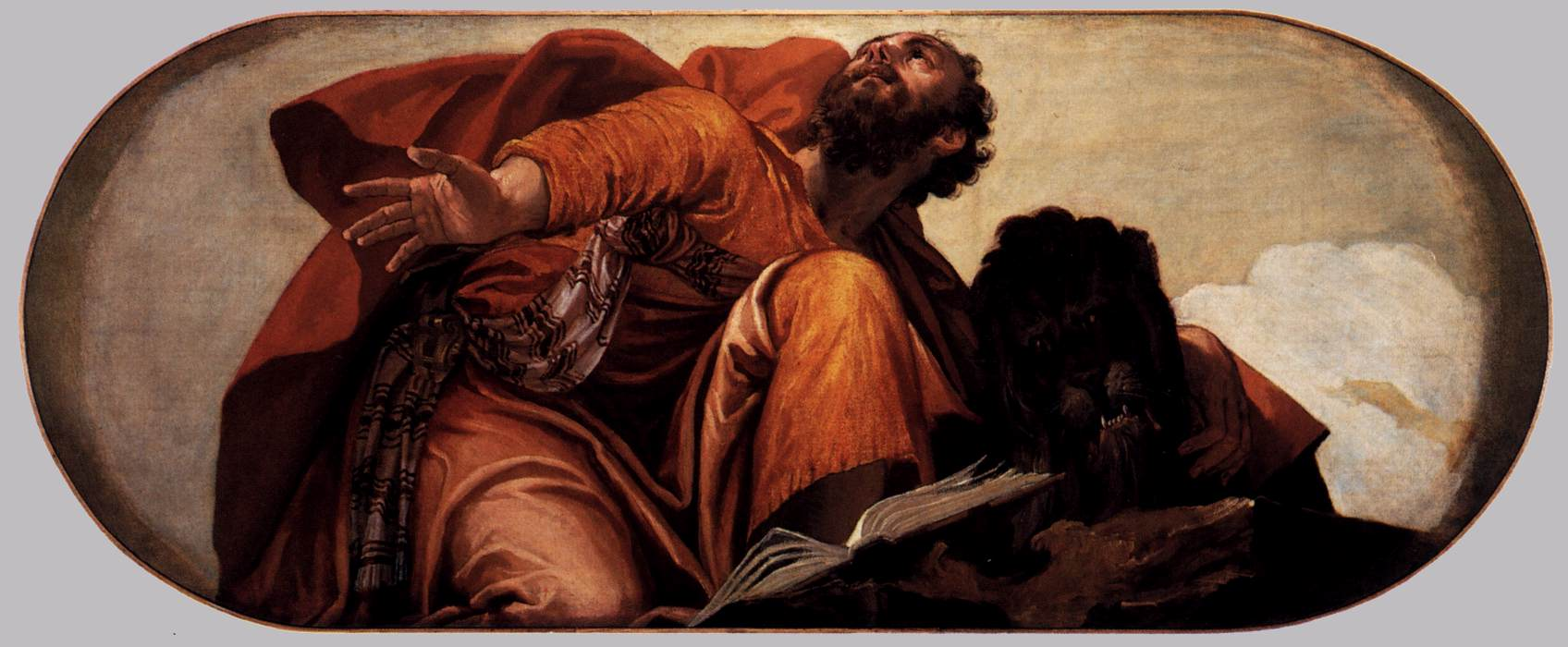
Святой Марк
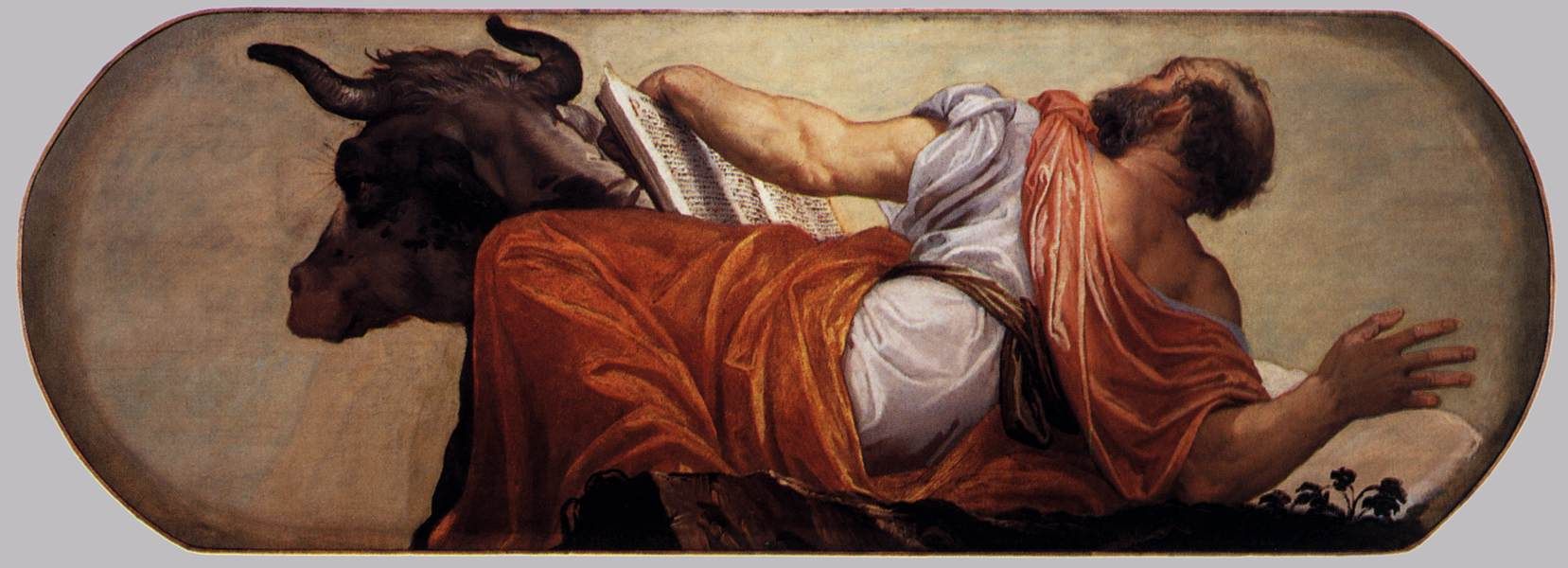
Святой Лука
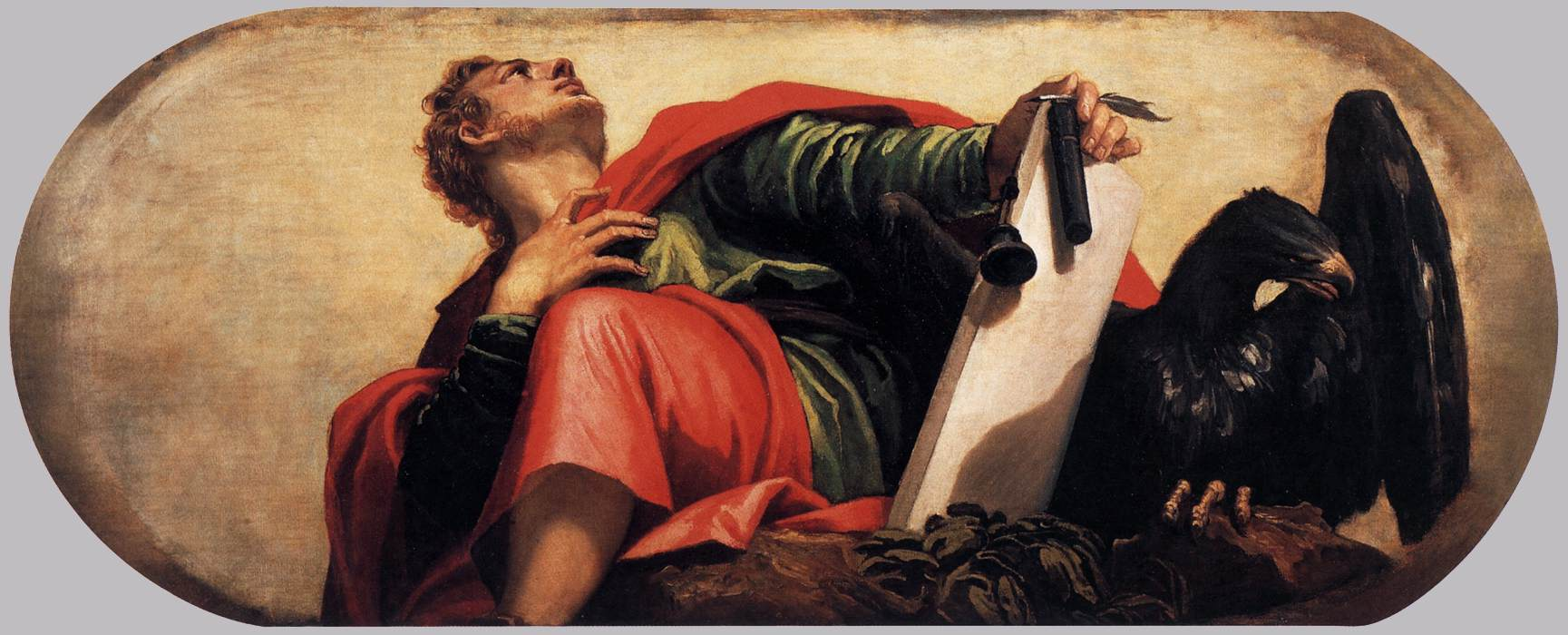
Святой Иоанн Евангелист

## Фрески Паоло Веронезе. 1558

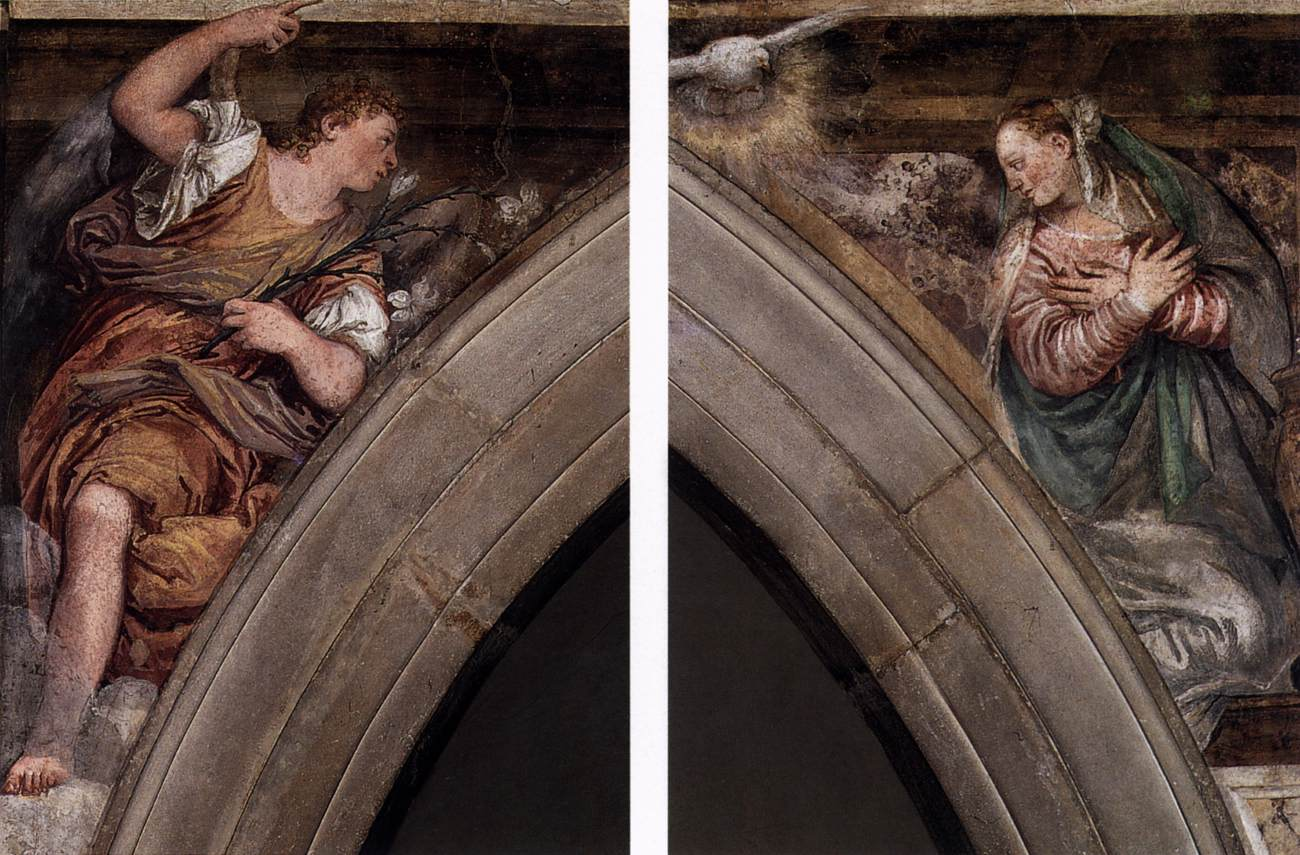
Благовещение
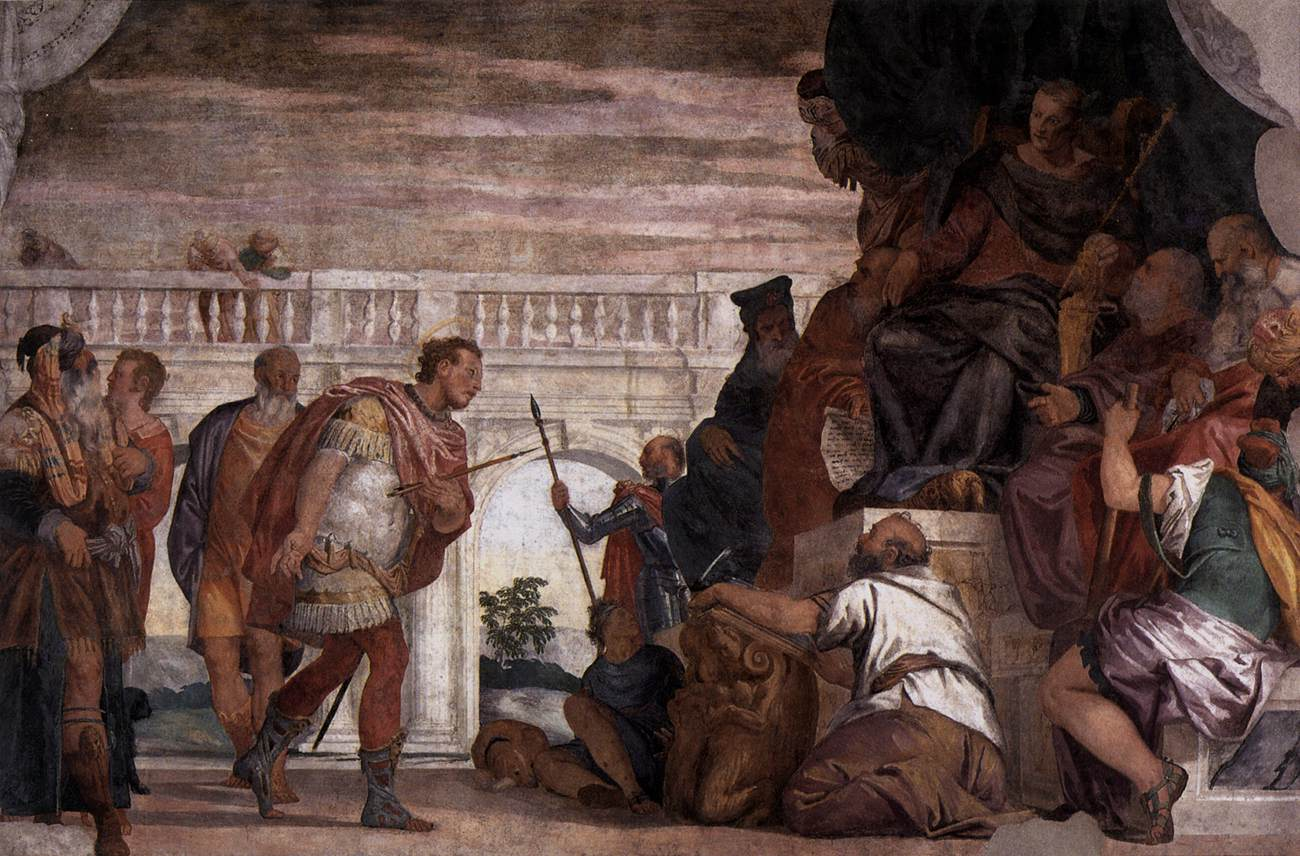
Святой Себастьян упрекает Диоклетиана
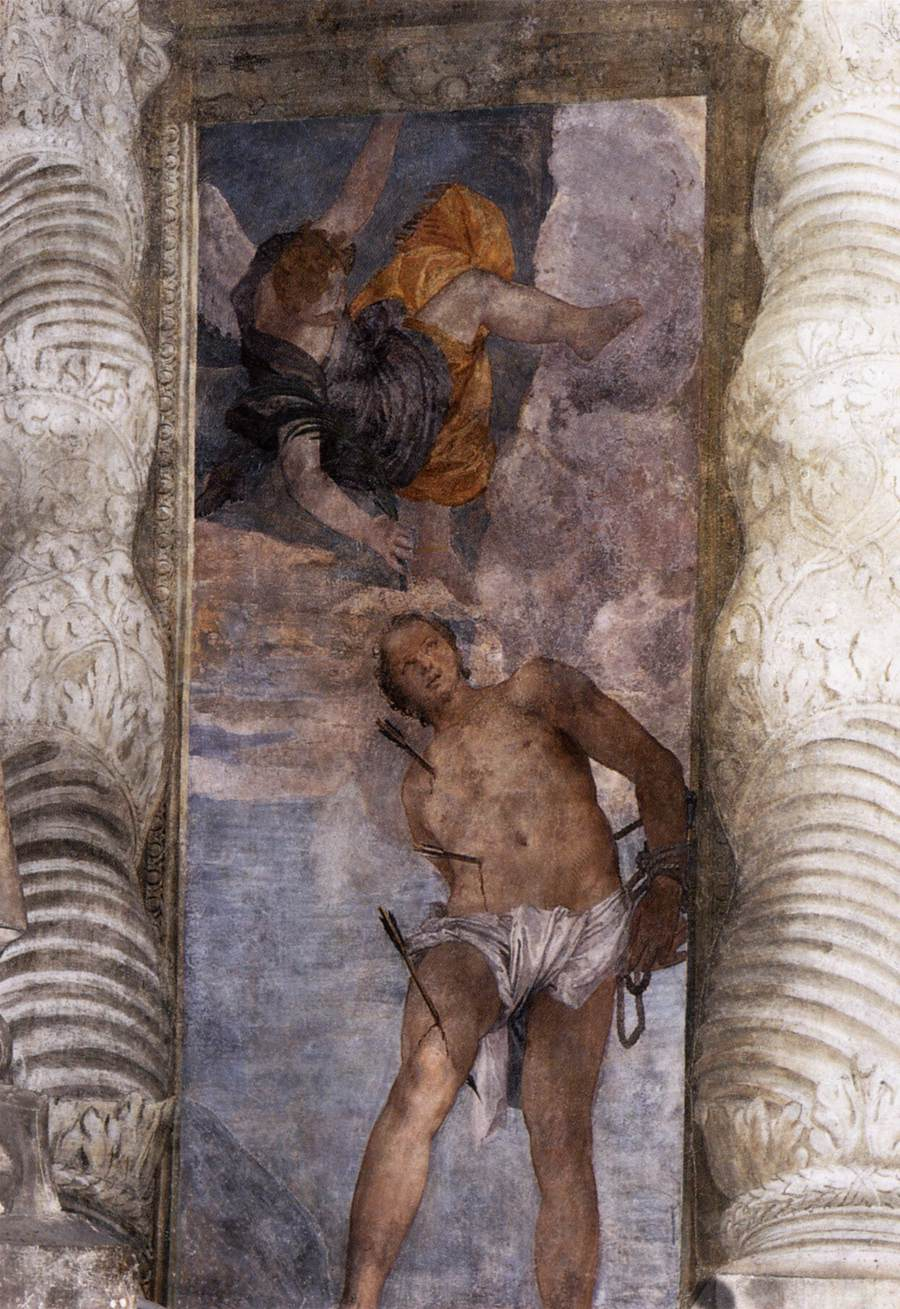
Святой Себастьян
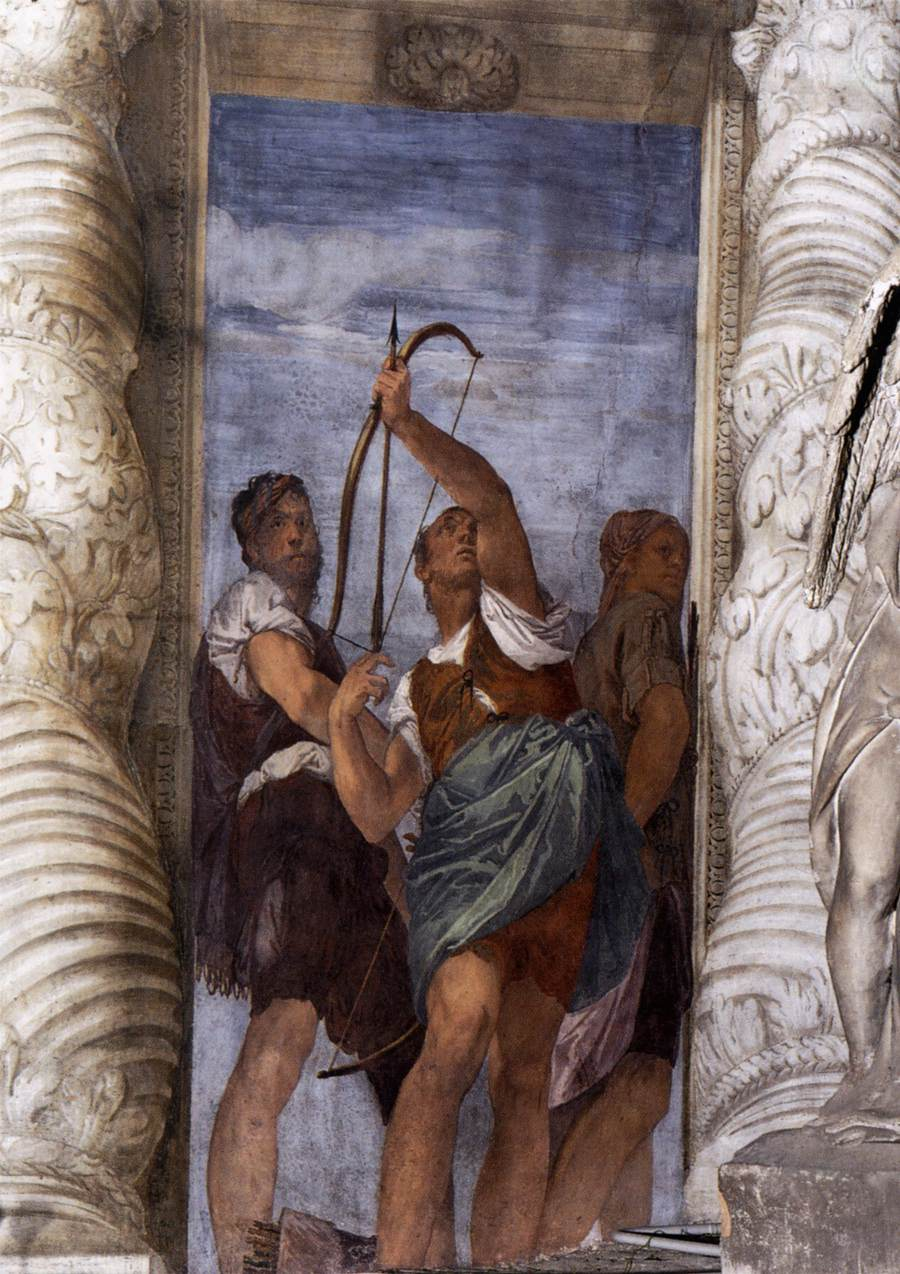
Три лучника
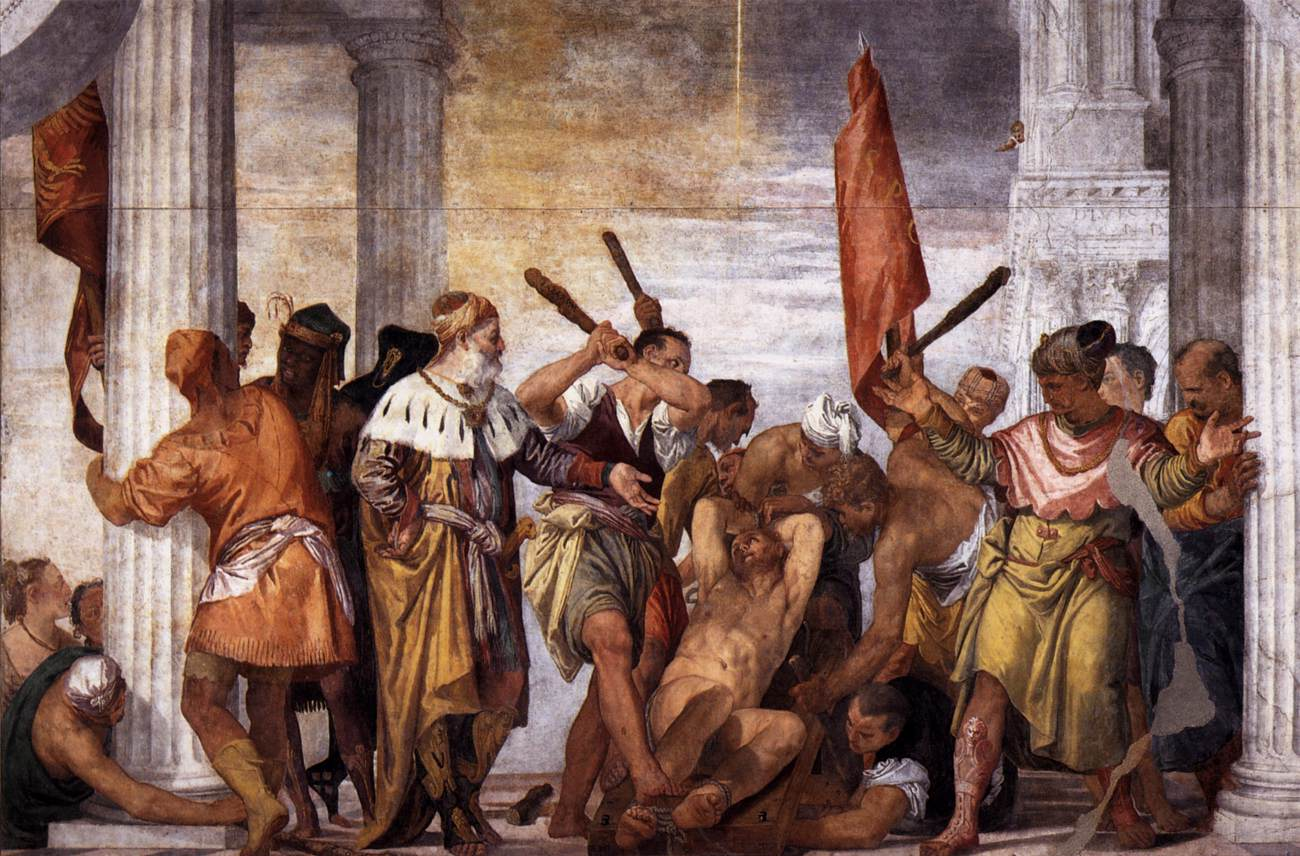
Мученичество Святого Себастьяна